# Velasquita de León
Velasquita Ramírez (m. c. 1035) fue reina consorte de León y reina consorte de Galicia por su matrimonio con el rey Bermudo II y madre de la infanta Cristina Bermúdez, esposa del infante Ordoño Ramírez el Ciego, genearcas del linaje de los Ordóñez de Asturias, el más importante de este reino en el siglo XI .

## Biografía
No se conocen con certeza sus orígenes familiares. En una inscripción en la iglesia de Deva, se titula simplemente, filia Ranimiri. Manuel Risco, historiador del siglo XVIII , opinaba que la reina Velasquita era hija del rey Ramiro II de León. Sin embargo, Velasquita nunca se titula filia Ranimiri regis, lo cual hubiera sido la costumbre en su época. Los historiadores modernos rechazan la paternidad de Ramiro II y opinan que sus padres fueron Ramiro Menéndez, hijo del conde Hermenegildo González, y Adosinda Gutiérrez, nieta del conde Ero Fernández. La filiación propuesta concuerda con un diploma del 5 de enero de 999 en el cual rey Bermudo se refiere al conde Gonzalo Betótez, padre del conde Hermenegildo González, como su bisabuelo.
Su matrimonio con el rey Bermudo II de León se celebró entre 980 y octubre 981. Ambos aparecen juntos por primera vez en un diploma gallego el 11 de octubre de 981, un año antes de comenzar el reinado de este, con motivo de una donación del que fue ayo de su esposo Bermudo, el conde gallego Menendo Menéndez, al monasterio de San Julián de Samos.
La última vez que aparecen juntos es el 24 de diciembre 988 cuando ambos confirman una donación al monasterio de Celanova. Probablemente fue repudiada un año más tarde, en 989. En noviembre de 991 el rey Bermudo ya aparece por primera vez junto con su segunda mujer, Elvira García. Velasquita se retiró a la ciudad de Oviedo en compañía de su hija, la infanta Cristina Bermúdez, y profesó en la religión en el monasterio de San Pelayo de Oviedo, donde era abadesa la reina viuda Teresa Ansúrez. Es probable que ahí surgiera la idea de unir ambas líneas reales mediante el matrimonio de Cristina, la hija de Velasquita, y el nieto de Teresa Ansúrez, el infante Ordoño Ramírez el Ciego. El 4 de marzo de 996 aparece confirmando una donación hecha por Bermudo II de León y su nueva esposa, la reina Elvira García, al monasterio de San Pelayo y a su abadesa, la reina viuda Teresa Ansúrez, de unas propiedades en Sariego.
Velasquita fundó el monasterio de San Salvador de Deva antes de 1006 que entregó el 29 de agosto de ese año a la catedral de Oviedo. En enero de 1020, con su hija Cristina, confirmó una donación y el 31 de mayo de 1024 estuvo presente cuando la infanta Cristina fundó el monasterio de Cornellana. Su presencia se registra por última vez el 15 de agosto de 1028 cuando intercambió una propiedad con Félix Agelaz.

## Descendencia
Fruto de su matrimonio con el rey Bermudo II de León nació una hija:
- Cristina Bermúdez,[16] que contrajo matrimonio con el infante Ordoño Ramírez el Ciego,[17] hijo de Ramiro III de León y la reina Sancha Gómez. Tras enviudar se retiró a vivir en el monasterio de Cornellana que fundó en 1024[18]  donde profesó como religiosa y donde probablemente recibió sepultura.

## Muerte y sepultura
Se desconoce su fecha exacta de defunción, aunque posiblemente tuviera lugar entre 1028 y 1035, probablemente más cerca de esta última fecha. Es tradición que, después de su fallecimiento, el cadáver de la reina Velasquita recibió sepultura en el monasterio de San Salvador de Deva, en Asturias, que había sido fundado por ella en el año 1006. En la actualidad tan solo se conserva en pie la iglesia del monasterio, la iglesia de San Salvador (Deva).